# Gelis solus
Gelis solus är en stekelart som beskrevs av Schwarz 2002. Gelis solus ingår i släktet Gelis och familjen brokparasitsteklar. Inga underarter finns listade i Catalogue of Life.